# René Strickler
René Guillermo Strickler Zender (Córdoba, 20 de outubro de 1962) é um ator argentino que atua e mora no México. Foi casado com a também atriz Patricia Rangel,  com quem têm dois filhos: Andrick e Yanick.

## Biografia
René migrou para a Cidade do México, em 1986, ele trabalhou como modelo, de vez em quando, ia à fazia testes na Televisa, mas a sorte não parecia estar ao seu lado. Quando se mudou para Monterrey, na Califórnia perto da fronteira mexicana, recebeu uma proposta para fazer sua primeira novela. Era "Alguna vez Tendremos Alas" em que interpretava um piloto de corridas de carro que morre num acidente.
Em seguida teve a sorte de ser escalado para o elenco de "Sin Ti" e trabalhoou com Gabriela Rivero (a professora Helena, de Carrossel). No começo de 1998 quando as gravações de "Sin Ti" terminaram, ganhou o papel de Víctor Manuel que foi definitivo para mudar a carreira do ator. 
O ator passou a ser considerado um dos grandes galãs do México e nos mais de 30 países em que a novela foi exibida. Por causa disso, sua carreira deslanchou. Esta foi sua terceira novela e foi importantíssima para ele. Principalmente porque em El Privilegio de Amar, teve a oportunidade de trabalhar ao lado de grandes atores como Andrés García (André Duval), Sabine Moussier (Lourença) e Adela Noriega (Cristina).
Ele é dono de um hotel em Acapulco, no estado mexicano de Guerrero.

## Telenovelas
- 2024 - Vivir de Amor - Alfonso Pastrana
- 2023 - Gloria Trevi: Ellas soy yo - Jiménez Cantú
- 2022 - Corona de lágrimas 2 - Lázaro Huesca
- 2019 - Soltero con hijas - Juventino "Juve" del Paso
- 2017 - El vuelo de la Victoria - Clemente Mendieta
- 2016 - Un camino hacia el destino - Luís Monteiro Fernandes
- 2015 - Que te perdone Dios -  Dr. Patrício Duarte
- 2015 - La sombra del pasado - Raymundo
- 2014 - El color de la pasión - Alonso Gaxiola
- 2013 - Corazón indomable - Miguel Narváez
- 2012 - Amor Bravío - Mariano Albarrán
- 2010 - Para volver a amar - Patricio González
- 2009 - Atrévete a Soñar - Rodrigo Diaz Rivarola
- 2008 - Cuidado con el ángel - Leopardo
- 2007 - Tormenta en el Paraiso - Hernan Lazcano
- 2007 - Destilando Amor - Alonso Santoveña
- 2006 - Amar sin límites - Mauricio Duarte
- 2006 - Mundo de Fieras - Edgar Fuentes
- 2005 - Sueños y Caramelos - Rafael Monraz
- 2005 - Piel de otoño - Santiago Mestre
- 2003 - Mariana de la noche - Dr. Camilo Guerrero
- 2003 - De pocas, pocas pulgas - Adrián Villanueva
- 2001 - Amigas y rivales - Carlos Torreblanca
- 2001 - Mujer bonita - José Enrique
- 2000 - Ramona - Felipe Moreno
- 1998 - El Privilegio de Amar - Víctor Manuel Duval Rivera
- 1997 - Sin ti - Luis David
- 1997 - Alguna vez tendramos alas - Nacho Nájera